# Louan-Villegruis-Fontaine
Louan-Villegruis-Fontaine település Franciaországban, Seine-et-Marne megyében. Lakosainak száma 492 fő (2022. január 1.). Louan-Villegruis-Fontaine Montpothier, La Saulsotte, Villenauxe-la-Grande, Villiers-Saint-Georges, Bouchy-Saint-Genest, Nesle-la-Reposte és Beauchery-Saint-Martin községekkel határos.

## Népesség
A település népességének változása:
| Lakosok száma | 514  | 494  | 477  | 484  | 490  | 497  | 493  | 492  |
|               | 2013 | 2015 | 2017 | 2018 | 2019 | 2020 | 2021 | 2022 |